# 조너선 아이브
조너선 폴 아이브 경 KBE HonFREng RDI(영어: Sir Jonathan Paul Ive KBE HonFREng RDI, 1967년 2월 27일 ~)은 영국과 미국의 디자이너이다. 조니 아이브(영어: Jony Ive)라는 별칭을 가지고 있으며 2017년부터 로열 칼리지 오브 아트의 총장으로 활동하고 있다. 애플 산업디자인부의 전무, 수석 디자인 책임자(CDO)로 활동하며 아이맥, 알루미늄 파워북 G4, 맥북 프로, 아이팟, 아이폰을 공동으로 디자인했다.

## 생애
아이브는 런던의 칭퍼드에서 교사 아버지 밑에서 자라나, 칭퍼드 파운데이션 학교와 월턴 고등학교를 거쳐 뉴캐슬 폴리테크닉(현 노섬브리아 대학교)에서 산업디자인을 배웠다. 이후 런던에 디자인 회사 탠저린(Tangerine)을 세웠지만 다른 기업의 하청업체와 같이 운영되는 상황에 퇴사를 하고, 1992년 그는 애플에서 일하기로 결정하였다.
초창기 아이브는 애플에서 주목받지 못했다. 그러나 1997년 스티브 잡스가 애플에 복귀하면서 아이브는 재평가를 받게 되었고, 그때부터 산업디자인 팀을 이끌어 현재까지 오고 있다. 대표작으로는 아이맥, 아이폰, 아이팟, 아이패드 등이 있다.
2017년 제임스 다이슨의 후임으로 왕립예술대학(RCA) 총장(Chancellor)에 지명되었다.
2019년, 자신의 벤처 회사 러브프롬(LoveFrom)으로 옮기면서 애플을 떠나게 되었다. 이때 애플 CEO인 팀 쿡(Tim Cook)은 아이브를 보내게 되어 슬프다고 전했다.

## 사생활
아이브는 1987년에 역사가이자 작가인 헤더 페그(Heather Pegg)와 결혼했으며, 쌍둥이 아들을 두었다. 그의 가족은 미국 샌프란시스코의 퍼시픽하이츠(Pacific Heights, San Francisco)에서 살고 있다.

## 서훈
- 2006년 대영 제국 훈장 3등급(CBE)[9]
- 2012년 대영 제국 훈장 2등급(KBE, 작위급 훈장)[10][11] "조너선 아이브 경"이라고 부른다.